# Rob Tyner
Robin Tyner (de son vrai nom Robert Derminer, né le 12 décembre 1944 et décédé le 18 septembre 1991 à Berkley (États-Unis) était le chanteur du groupe MC5.

## Biographie
Il a pris son surnom en référence au pianiste de jazz McCoy Tyner. C'était lui qui lançait le fameux « kick out the jams, motherfuckers » dans les concerts du MC5.
Tyner et le MC5 furent parmi les premiers à s'engager politiquement en parallèle avec leur musique, et ont ouvert les portes à d'autres musiciens comme Rage Against the Machine ou The Clash.
Il est décédé d'une crise cardiaque dans sa voiture devant chez lui à Berkley.